# Senado de Haití
El Senado (en francés: Sénat) es la cámara alta del Parlamento de Haití, la legislatura bicameral de dicho país. La cámara baja del Parlamento es la Cámara de Diputados.
El Senado se compone de treinta miembros, con tres miembros por cada uno de los diez departamentos en que se divide administrativamente el país. Antes de la creación de departamento de Nippes en 2003, el Senado tenía 27 escaños. Los senadores son elegidos por períodos de seis años, con un tercio elegido cada dos años. No hay límites para la reelección, pudiendo ser electos indefinidamente.
Después de las elecciones de 2000, 26 escaños pertenecían al partido Fanmi Lavalas del presidente Jean-Bertrand Aristide. El Senado no estuvo en funciones después de la caída del gobierno de Aristide en febrero de 2004. Un gobierno interino asumió el mando luego de la rebelión, y los senadores que aún estaban en funciones no fueron reconocidos como tales. El Senado fue posteriormente restablecido y se realizaron elecciones el 21 de abril de 2006. Posteriormente fue renovado un tercio de éste en 2008.
Hasta 2016, el Senado poseía sólo 10 miembros, debido a que las elecciones para reemplazar un tercio de los senadores en 2013 fueron pospuestas indefinidamente, y otro tercio concluyó su mandato en enero de 2015. En las elecciones parlamentarias de Haití de 2015 estos dos tercios serían llenados con nuevos miembros, completando el cuórum de 30 escaños.
Tras la expiración de los mandatos de los 10 senadores restantes que aún estaban en funciones el 10 de enero de 2023, Haití no tiene miembros electos de ninguna de las cámaras de su Parlamento.

## Últimas elecciones
Elecciones parlamentarias de Haití de 2017

## Presidentes del Senado
| Nombre                     | Período                                      |
| -------------------------- | -------------------------------------------- |
| César Télémaque            | 31 de diciembre de 1806 - febrero de 1807    |
| Jean-Louis Barlatier       | Marzo de 1807 - abril de 1807                |
| Louis-Auguste Daumec       | Abril de 1807 - mayo de 1807                 |
| Théodat Trichet            | Junio de 1807 - 1807                         |
| Guy Joseph Bonnet          | 1808 - 4 de marzo de 1808                    |
| Gabriel David Troy         | 4 de marzo de 1808 - abril de 1808           |
| Jean-Louis Larose          | Mayo de 1808 - junio de 1808                 |
| Pierre Charles Lys         | Julio de 1808 - agosto de 1808               |
| Philippe Bourjolly-Modé    | Septiembre de 1808 - 18 de noviembre de 1808 |
| Louis-Auguste Daumec       | 18 de noviembre de 1808 - ?                  |
| Jean-Louis Larose          | ? - abril de 1811                            |
| Louis Leroux               | Mayo de 1811 - 1811                          |
| Jean-Auguste Voltaire      | 1812                                         |
| Jean-Louis Larose          | 1812                                         |
| Pierre Charles Lys         | 1813                                         |
| Jean-Auguste Voltaire      | 1813                                         |
| Jean-Louis Larose          | 1814                                         |
| Louis Leroux               | 1814 - julio de 1814                         |
| Jean-Louis Larose          | Agosto de 1814 - 1814                        |
| Jean-Auguste Voltaire      | 1814 - diciembre de 1814                     |
| Jean-Louis Larose          | Diciembre de 1814 - 1815                     |
| Pierre Charles Lys         | 1815                                         |
| Joseph Neptune             | 1815 - enero de 1816                         |
| Casimir Célestin Panayoty  | Enero de 1816 - 1816                         |
| Jean-Baptiste Bayard       | 1816                                         |
| Pierre Simon               | 1817 - agosto de 1817                        |
| Jean-Louis Larose          | Agosto de 1817 - ?                           |
| Amédé Gayot                | 1821                                         |
| Jean-François Lespinasse   | 1828                                         |
| Jean-Baptiste Bayard       | ? - 1834                                     |
| Joseph Georges             | Junio de 1834 - julio de 1834                |
| Noël Vialet                | Julio de 1834 - 1835                         |
| Charles T. Cupidon         | 1835 - junio de 1835                         |
| Pierre André               | Julio de 1835 - ?                            |
| Louis D. Gilles            | 1836 - agosto de 1836                        |
| Eustache Frémont           | Septiembre de 1836 - octubre de 1836         |
| Jean-Pierre Oriol          | Noviembre de 1836 - ?                        |
| Jose Joachim Del Monte     | 1837 - 1837                                  |
| Beaubrun Ardouin           | 1837                                         |
| Amédé Gayot                | 1838 - 1838                                  |
| Charles Bazelais           | 1838 - 1838                                  |
| Beaubrun Ardouin           | 1838 - 1839                                  |
| Michel Dupont              | ? - 7 de junio de 1874                       |
| Dasny Labonté              | 1875                                         |
| Louis Audain               | 1876                                         |
| Aristide Flambert          | 1877                                         |
| François Hippolyte         | 1878 - julio de 1878                         |
| Darius Denis               | Julio de 1878 - 1879                         |
| Morin Montasse             | 1879                                         |
| Innocent Michel-Pierre     | 1880                                         |
| Morin Montasse             | 1883 - 1884                                  |
| Brunis Maignan             | 1885 - 1888                                  |
| Néré Numa                  | 1889                                         |
| Dr. Massillon A. Aubry     | 1890                                         |
| Charles Archin             | 1891                                         |
| Dulciné Jean-Louis         | 1891                                         |
| Brunis Maignan             | 1892 - 1893                                  |
| Alexis Dérac               | 1894                                         |
| Pierre-Antoine Stewart     | 1895 - 1896                                  |
| Cadestin Robert            | 1897                                         |
| Vaillant Guillaume         | 1898 - 1899                                  |
| François Paulinus Paulin   | 1909                                         |
| Sudre Dartiguenave         | 1913                                         |
| Stephen Archer             | 1915                                         |
| Paul Laraque               | 1916                                         |
| Louis S. Zéphirin          | 1938                                         |
| Alfred Nemours Auguste     | 1944                                         |
| Jean Bélizaire             | 1946                                         |
| Charles Fombrun            | 9 de abril de 1956 – 7 de febrero de 1957    |
| Emile Saint-Lot            | 1957                                         |
| Antoine Marthold           | 1959                                         |
| Déjean Belizaire           | 29 de agosto de 1992 – 31 de enero de 1993   |
| Firmin Jean-Louis          | 31 de enero de 1993 – 4 de febrero de 1994   |
| Bernard Sansaricq          | 4 de febrero de 1994 - octubre de 1994       |
| Firmin Jean-Louis          | Octubre de 1994 - 13 de octubre de 1995      |
| Edgard Leblanc             | 13 de octubre de 1995 - ?                    |
| Yvon Neptune               | 28 de agosto de 2000 – 14 de marzo de 2002   |
| Jean-Marie Fourel Célestin | 2002 - ?                                     |
| Yvon Feuillé               | ? - enero de 2004                            |
| Joseph Lambert             | 11 de mayo de 2006 - 2006                    |
| Kely Bastien               | 2006 - ?                                     |
| Jean Rodolphe Joazile      | ? - 9 de enero de 2012                       |
| Simon D. Desras            | 9 de enero de 2012 – 12 de enero de 2015     |
| Riché Andris               | 12 de enero de 2015 - 14 de enero de 2016    |
| Jocelerme Privert          | 14 de enero de 2016 -                        |